# علف‌انبانی معطر

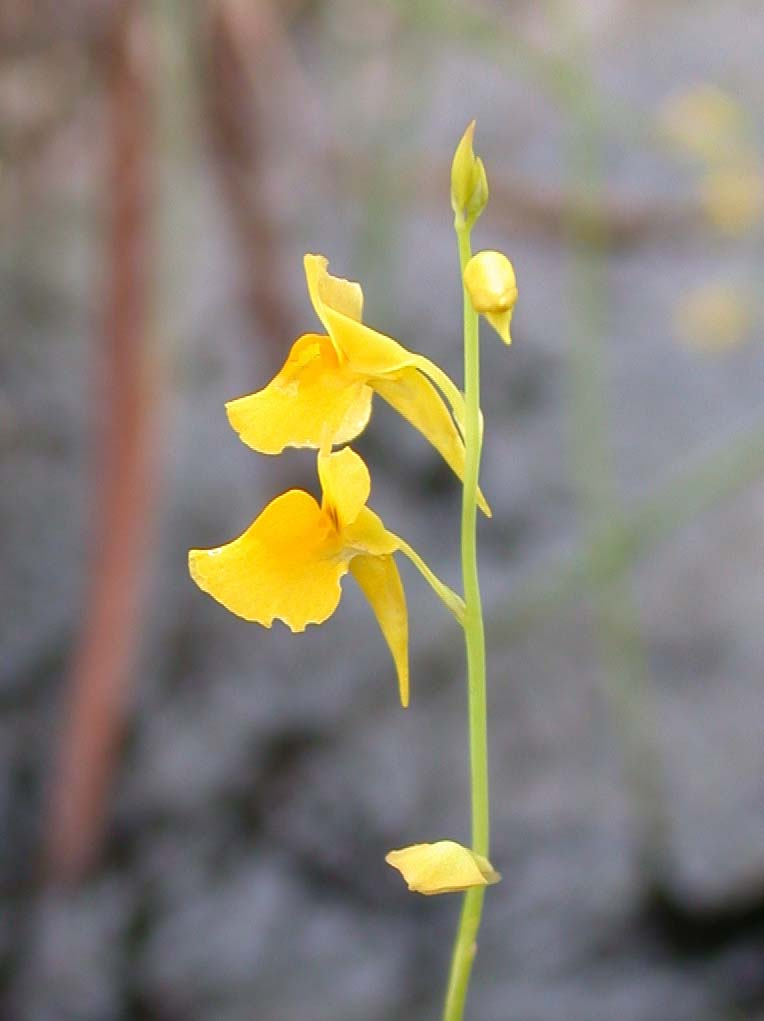
تصویرِ آتریکالاریا معطر

آتریکالاریا معطر (نام علمی: Utricularia odorata) نام یک گونه از سرده علف‌انبانی است.